# Gerry Weiner
Pour les articles homonymes, voir Weiner.
Gérard (Gerry) Weiner (né le 26 juin 1933) est un pharmacien et homme politique fédéral du Québec.

## Biographie
Né à Montréal, il fait ses études à l'Université McGill et à l'Université de Montréal. Maire de la ville de Dollard-Des Ormeaux en 1982, il est élu député progressiste-conservateur de la circonscription de Dollard lors des élections de 1984, il est réélu député à Pierrefonds—Dollard en 1988.
Il est secrétaire parlementaire du secrétaire d'État aux Affaires extérieures de 1984 à 1985 puis du ministre de l'Emploi et de l'Immigration de 1985 à 1986.
De 1989 à 1991, il est secrétaire d'Etat du Canada. De 1991 à 1993, il est ministre du Multiculturalisme et de la Citoyenneté.
En 1993, il est défait par le libéral Bernard Patry.